# Trochalus sphaeroides
Trochalus sphaeroides är en skalbaggsart som beskrevs av Blanchard 1850. Trochalus sphaeroides ingår i släktet Trochalus och familjen Melolonthidae. Inga underarter finns listade i Catalogue of Life.